# Konónovo
Konónovo (en rus: Кононово) és un poble de l'óblast de Vladímir, a Rússia, segons el cens del 2010 tenia 375 habitants. Pertany al districte municipal de Mélenki.